# Каракорумське шосе
35°36′ пн. ш. 74°39′ сх. д. / 35.600° пн. ш. 74.650° сх. д.
Каракорумське шосе, також відоме як Шосе китайсько-пакистанської дружби, є однією з найвисокогірніших у світі міжнародних доріг із твердим покриттям. Шосе сполучає Сіньцзян-Уйгурський автономний район Китаю і територію Гілгіт-Балтистан, що знаходиться під контролем Пакистану. Шосе перетинає гірську систему Каракорум через Хунжерабський перевал, розташований на висоті 4693 м.
Дорога є популярним туристичним об'єктом. Завдяки високогірному розташуванню і складним умовам, в яких вона побудована, шосе іноді називають «Восьмим чудом світу».
Каракорумське шосе неофіційно відоме як KKH (абревіатура від анг. The Karakoram Highway); на території Пакистану має офіційне позначення N-35, у Китаї шосе є частиною дороги державного значення 314 (G314), а також частиною маршруту AH4 міжнародної азійської мережі.

## Історія
Каракорумське шосе побудоване за ініціативи урядів Пакистану та Китаю. Будівництво було розпочате у 1959 році як проєкт сполучення міста Гілгіт з основною територією Пакистану в рамках дороги долини Інду (Indus Valley Road). Завершення будівництва та введення в експлуатацію шосе відбулося у 1979 році. Загальна вартість будівництва склала $3 млрд Маршрут шосе проходить однією із частин стародавнього Шовкового шляху.
До часу початку будівництва Дороги долини Інду на місці майбутнього шосе існувала ґрунтова дорога, 198 кілометрів якої були модернізовані пакистанською армією у 1948 році до стану, який дозволяв пересуватись на позашляховиках. Таким чином були з'єднані місто Абботтабад та селище Чилас. Після цього модернізація шляху продовжилась на північ до міста Гілгіт. До 1966 року було прокладено 400 кілометрів всепогодної дороги, що і отримала назву Дорога долини Інду.
У 1966 році почалось будівництво 800-кілометрової частини дороги, що сполучила Пакистан із Китаєм та отримала назву Каракорумське шосе. Фінансування будівництва зі сторони Пакистану здійснювалось Міністерством зв'язку, яке виконувало також контроль над проєктом за сприянням уряду Пакистану.
З пакистанського боку дорога побудована силами Організації фортифікаціоного будівництва інженерних військ пакистанської армії. Управління інженерних військ пакистанської армії завершило також документальний опис проекту по історії шосе. Книга «Історія Каракорумського шосе» в двох томах була написана бригадним генералом (у відставці) Мухаммад Мумтаз Халідом. У першому томі автор обговорює землю і народ, систему доісторичної комунікації в північних районах, необхідність у всепогодній дорозі до Гілгіта і будівництво Дороги долини Інду. Другий том описує події, що призвели до перетворення Дороги долини Інду в Каракорумське шосе, труднощі в його будівництві, а також про роль інженерних військ пакистанської армії та їх китайських колег.
Всього на будівництві було задіяно було понад 25 000 інженерів та робітників. За час будівництва загинуло 810 пакистанських і близько 200 китайських робітників, в основному під час зсувів, внаслідок падінь із висоти, від обмороження та хвороб. Китайські робітники, які загинули під час будівництва, поховані на китайському кладовищі в Гілгіті.

## Шосе

Мапа Каракорумського шосе

Шосе, з'єднуючи область Гілгіт-Балтистан з стародавнім Шовковим шляхом, має близько 1 234 км: від Кашгара (місто в регіоні Синьцзян, Китай) — до Абботтабаду (місто в провінції Хайбер-Пахтунхва, Пакистан). Продовження шосе на південний захід від Абботтабада має форму 66-кілометрового відрізку шосе N-15 і виходить на Великий колісний шлях біля міста Хассанабдал.
Шосе перетинає зону субдукції між Євразійською та Азійською плитами, де Китай, Таджикистан, Афганістан, Пакистан і Індія мають відстань між кордонами в межах 250 км один від одного. Також у зв'язку з конфліктом у Кашмірі між Індією і Пакистаном, Каракорумському шосе надають велику стратегічну і військову важливість.
Інші країни регіону також покладають великі надії на використання Каракорумського шосе: напрямок Бішкек-Нарин-Кашгар є коротшим до подолання геоекономічної ізоляції Казахстану та Киргизстану. Шосе відкриває для цих центральноазійських держав вихід до портів Індійського океану. Цей новий автомобільний коридор не тільки створить транспортний міст між Європою та Китаєм, але й дозволить подолати геоекономічну ізоляцію Центральної Азії.
Станом на 30 червня 2006 року було підписано меморандум про взаєморозуміння між пакистанською Національною дорожньою адміністрацією (NHA) і Комітетом з контролю і управління державним майном Китаю (SASAC) задля того, щоб відновити і модернізувати Каракорумське шосе. За словами представників SASAC, дорога буде розширена з 10 до 30 метрів, а її пропускна здатність збільшена втричі. Крім того, оновлена дорога буде придатна для проїзду важковагових транспортних засобів в тому числі у складних погодних умовах.
Китай і Пакистан також планують сполучити Каракорумське шосе з південним портом Гвадар у Белуджистані і поєднати китайську Ланьчжоу-Сіньцзянську залізницю з пакистанською залізницею Гвадар — Далбандін, яка починається від Равалпінді.

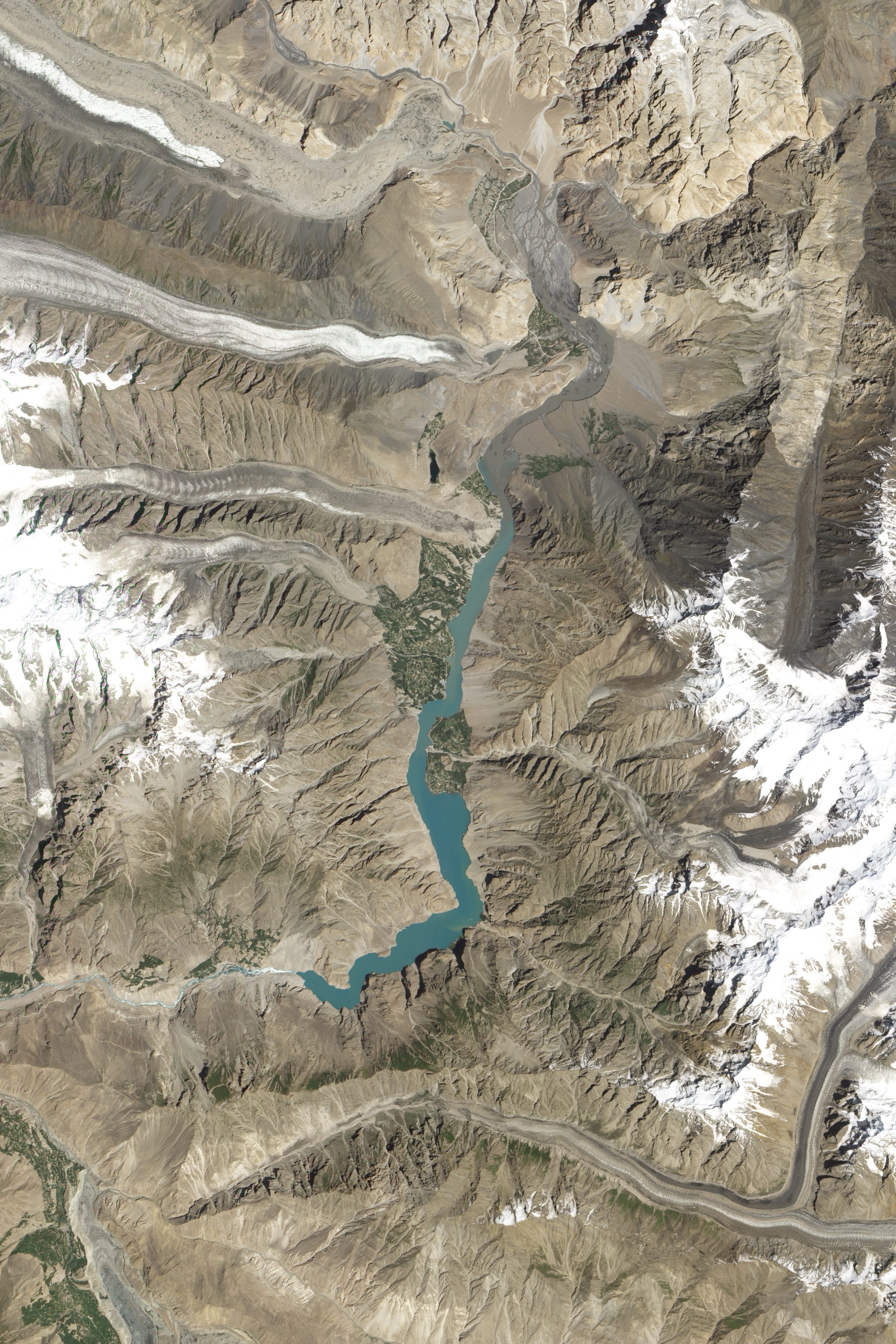
Супутникове фото озера Аттабад, що утворилося внаслідок зсуву у січні 2000 року. Земляна дамба, що утворилася після зсуву знаходиться в південно-західній частині озера

4 січня 2010 року Каракорумске шосе було закрите на ділянці долини Хунза, що заблокувало трафік до Китаю за винятком трафіку малих суден річкою Хунза. Масивний зсув на 15 км вгору за течією від адміністративного центру Хунзи міста Карімабад створив потенційно нестабільне озеро Аттабад. В перший тиждень червня 2010 року озеро досягло 22 км у довжину і понад 100 метрів в глибину, поки рівень води піднявся вище зсувної дамби і почався відтік води. Зсув частково знищив найближчі села і спричинив загибель жителів. В подальшому озеро затопило понад 20 кілометрів Карокумського шосе в тому числі 310-ти метровий міст за 4 км на південь від Гульміта. Внаслідок цього товари, що переміщуються через озеро малими суднами, перезавантажуються на автотранспорт на кожному із кінців озера.
Вельми сумнівно, що озеро, яке протягом 2011 року досягло вже 27 км завдовжки, пересохне, тому у липні 2012 року Пакистан розпочав будівництво на більшій висоті об'їзного маршруту навколо озера з п'ятьма новими тунелями загальною протяжністю 7.1 км, а також з двома новими мостами. Виконавцем робіт, які були завершені у вересні 2015, обрали China Road & Bridge Corporation (CRBC).

### Пакистанська ділянка

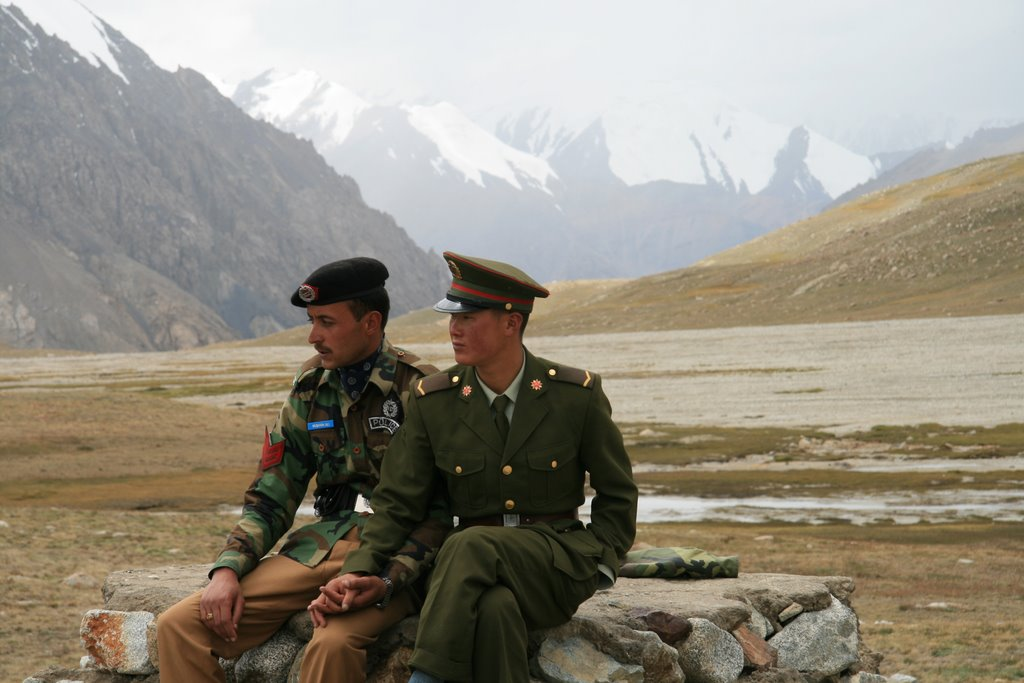
Пакистано-китайська дружба на Хунжерабському перевалі

806 кілометрова ділянка шосе починається в Абботтабаді, хоча шосе N-35, частиною якого вважається Карокумське шосе, офіційно починається від міста Хассанабдал, що знаходиться південніше. Шосе виходить до річки Інд біля селища Такот (Thakot) й тягнеться уздовж річки до міста Джаглот (Jaglot) де в Інд впадає річка Гілгіт. Це місце де сходяться три великі гірські хребти: Гіндукуш, Гімалаї і Каракорум. Західний кінець Гімалаїв позначений дев'ятьма найвищими вершинами в світі. Вершину Нангапарбат (дев'ята за висотою вершина світу), можна побачити прямо з шосе. Дорога проходить через столицю Гілгіт-Балтистану, місто Гілгіт, і пролягає через долини Нагар і Хунзи, уздовж річки Хунза. На цій ділянці шосе можна побачити й інші гори і знамениті льодовики Каракорума. Після Гілгіту шосе пролягає далі на північ в виходить до пакистано-китайський кордону на Хунжерабському перевалі.

### Китайська ділянка
Китайська ділянка Каракорумського шосе простягнулась із півночі на південь Сарикольської долини («Жовте озеро») на захід від Таримської западини. Від Кашгару автострада прямує близько 80 км на південний захід, а потім повертає на захід, щоб увійти до каньйону річки Гез (Ghez) між горою Чакрагіл на півночі і горою Конгур на півдні. Починаючи від каньйону Гез землі заселені киргизами. Піднявшись в долину, дорога повертає на південь повз Конгур, озера Каракьоль і гори Музтаг-Ата на сході. Нижче Музтаг-Ати нова дорога прямує на захід через перевал Кульма, щоб вийти до Паміру в Горно-Бадахшанської автономної області Таджикистану. Основна дорога проходить через низини (де проживають таджики) і спускається до Ташкургану. Далі на південь долина та ґрунтові дороги ведуть на захід у бік Вахджирського перевалу до Ваханського коридору. Після цього дорога повертає на захід до невеликого поселення і блок-посту в Pirali, а потім Хунжерабський перевал, за межами якого є Пакистан, річка Хунжераб і Хунза.

## Реконструкція шосе
Реконструкція та модернізація пакистанської ділянки Каракорумського шосе знаходиться в стадії реалізації як частина $ 46-мільярдного Китайсько-Пакистанського економічного коридору (CPEC). Шосе простягається на відстань 887 км між китайсько-пакистанським кордоном і містом Бурхан, недалеко від Хассанабдалу. У Бурхані існуюча автомагістраль М1 перетинатиме Каракорумське шосе у розв'язці Шах Максуд (Shah Maqsood Interchange). Звідти, у напрямку до Ісламабаду та Лахору продовжується в рамках існуючих автомагістралей М1 та М2, в той час як Бурхан також буде на перетині Східного Напрямку (Eastern Alignment) та Західного напрямку (Western Alignment), що буде вести до порту міста Гвадар.

### Перебудова шосе (Китайсько-Пакистанські тунелі дружби)
Значна ділянка шосе була пошкоджена в результаті зсувів як наслідок утворення озера Аттабад — завальне озеро, улоговина якого утворилася в результаті сходу найсильнішого зсуву у січні 2010 року, що перекрив русло гірської річки Хунза. Озеро знаходиться в Гилгит-Балтистане.
До завершення будівництва об'їзної дороги рух усього транспорту відбувався із перевантаженням на баржі задля подолання утвореної водної перешкоди. Перебудова із прокладенням тунелів почалася у 2012 році і тривала 36 місяців. Ділянка завдовжки 24 км із мостами і тунелями була введена в експлуатацію 15 вересня 2015 року і коштувала $ 275 млн. Це було сприйнято як велике досягнення. Нова ділянка налічує 5 тунелів і декілька мостів. Найдовший тунель має 3 360 м, коротші тунелі мають 2 736 м, 435 м, 410 м та 195 м. Перебудова шосе дозволила відновити дорожній зв'язок між Пакистаном і Китаєм.

### Основні міста, через які проходить шосе

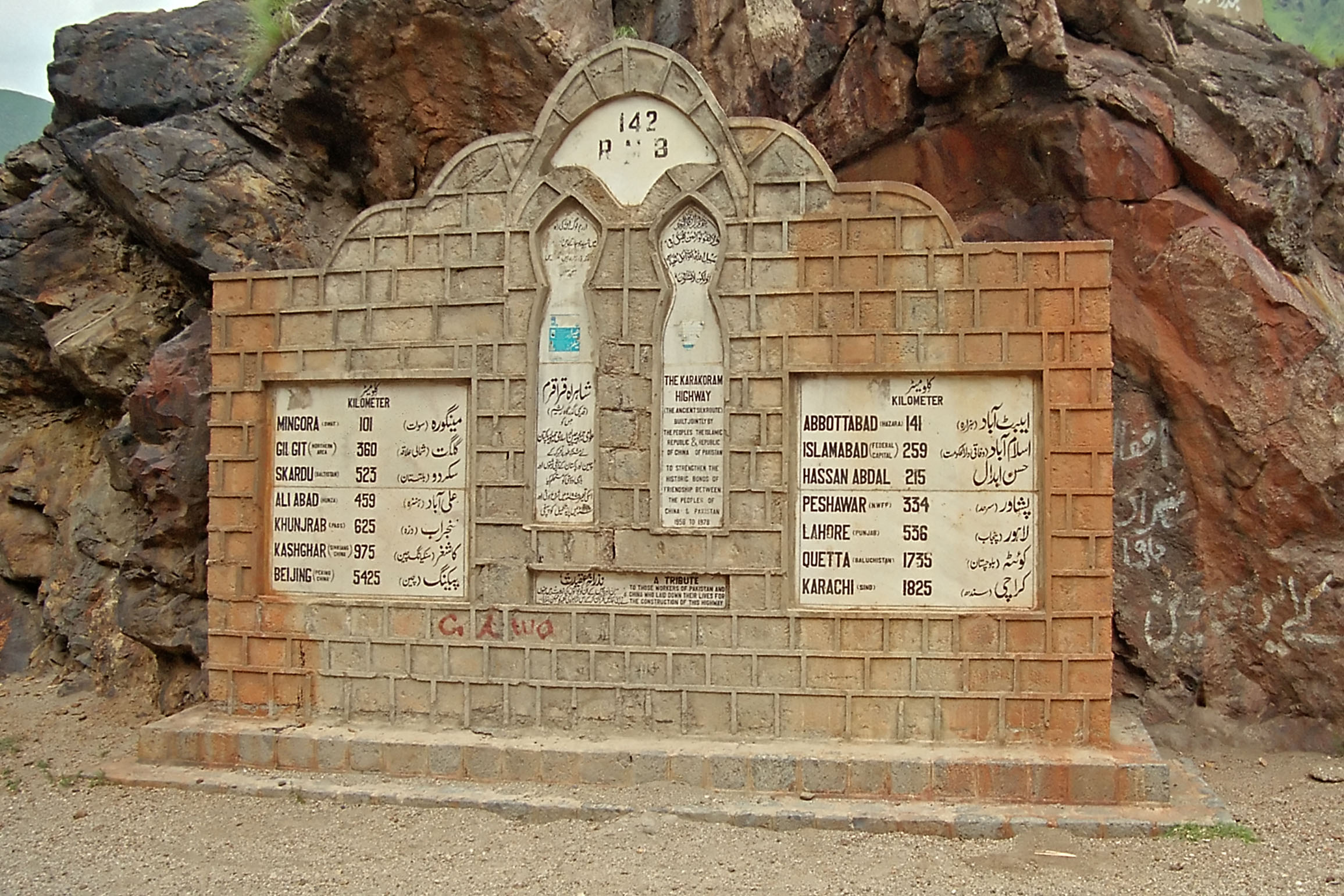
Кілометровий знак між селищами Шолгара та Дассу на честь пакистанських та китайських будівельників що поклали своє життя на будівництві шосе

- Кашгар  КНР
- Упал[en]  КНР
- Ташкурган  КНР
- Гулміт[en]  Пакистан
- Гілгіт  Пакистан
- Чилас  Пакистан
- Дассу[en]  Пакистан
- Бешам[en]  Пакистан
- Мансехра  Пакистан
- Абботтабад  Пакистан
- Хассанабдал[en]  Пакистан

## Туризм
В останні роки шосе намагається зайняти нішу пригодницького туризму, хоча сам Пакистан приваблює незначну кількість іноземних туристів. Як правило, тільки самі пакистанці та іноземці пакистанського походження відвідують ці райони, до того ж у дуже невеликих кількостях. Станом на 2014 рік жодне західне туристичне агентство не пропонує організовані тури до Каракорумського шосе. Не зважаючи на це, у 2006 році виданням Гардіан Каракорумське шосе було визнано як «третій найкращий» туристичний напрямок в Пакистані. На такий результат можливо вплинуло те, що дорога надала альпіністам та велосипедистам легкий доступ до багатьох найвищих гір, льодовиків і озер в цьому районі. Шосе забезпечує автомобільний доступ з Ісламабаду до міст Гілгіт і Скарду — двох основних центрів для альпіністських експедицій в регіоні Гілгіт-Балтистан.

### Гори та льодовики

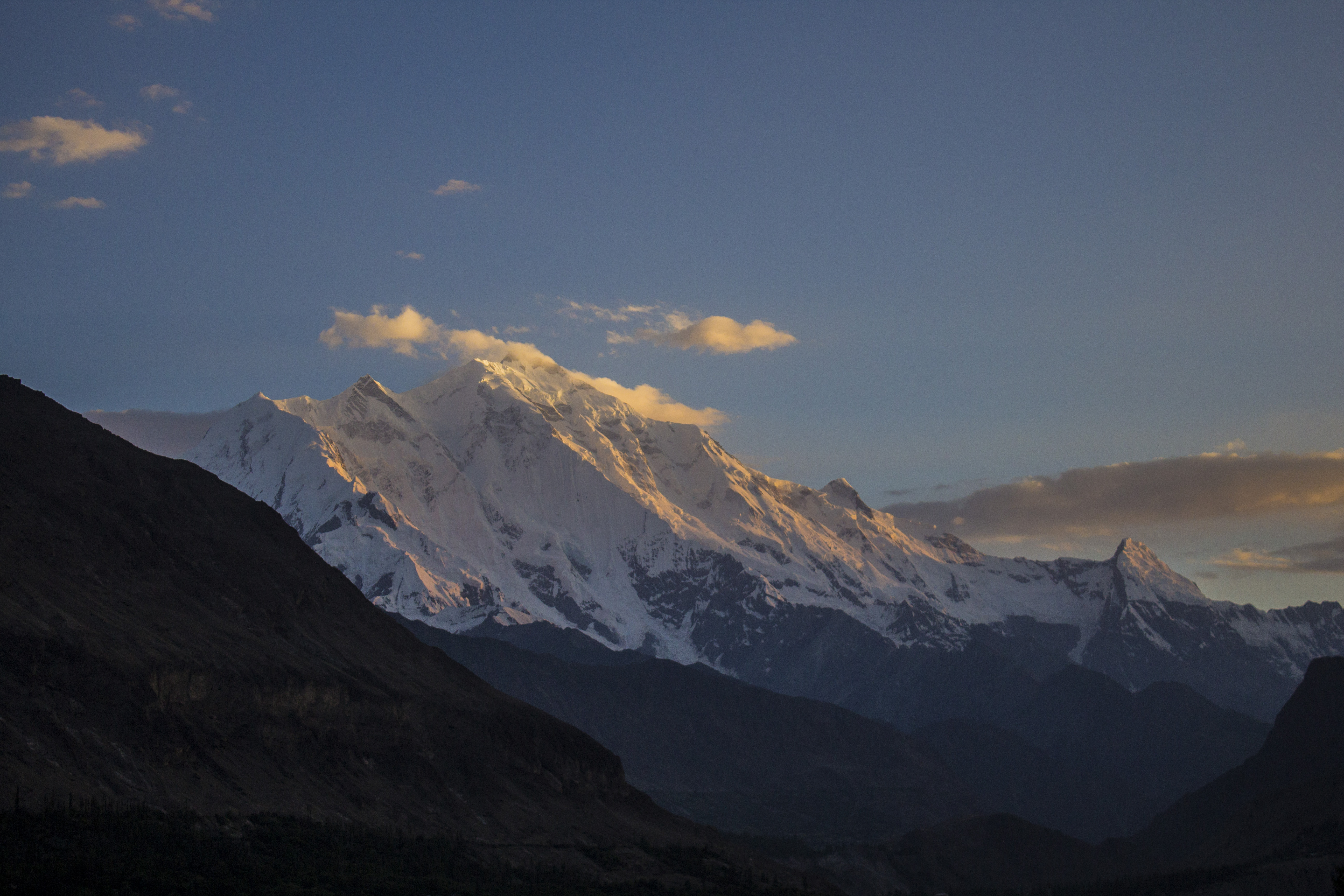
Вершини хребта Каракорум, як їх видно з Каракорумського шосе неподалік селища Нагар, долина р. Гілгіт.

Каракорумське шосе забезпечує шлях експедиціям до майже всіх найвищих піків в Гілгіт-Балтистані та декількох піків в Сіньцзяні, що в Китаї. В цих регіонах розташовані деякі з найбільших льодовиків в світі, як наприклад, льодовик Балторо. Всі п'ять восьмитисячників світу, що знаходяться в Пакистані доступні з шосе.
Перелік знакових гір, які можна спостерігати безпосередньо під час подорожі по шосе:
- Нангапарбат, Гілгіт-Балтистан, 9-та найвища вершина в світі, 8 126 м;
- Ракапоші, Гілгіт-Балтистан, 27-ма найвища вершина в світі, 7 788 м;
- Діран, Гілгіт-Балтистан, найнебезпечніша гора в Пакистані, 7 257 м;
- Ультар-Сар, Гілгіт-Балтистан, уславлена тим, що її стіни здіймаються стрімко, понад 5000 м над берегами річки Ганг, 7 388 м;

Під час подорожі по шосе є можливість побачити чимало льодовиків, серед яких основними є:
- Minapin;
- Passu;
- Ghulkin;
- Хунджерабський льодовик.

### Річки та озера

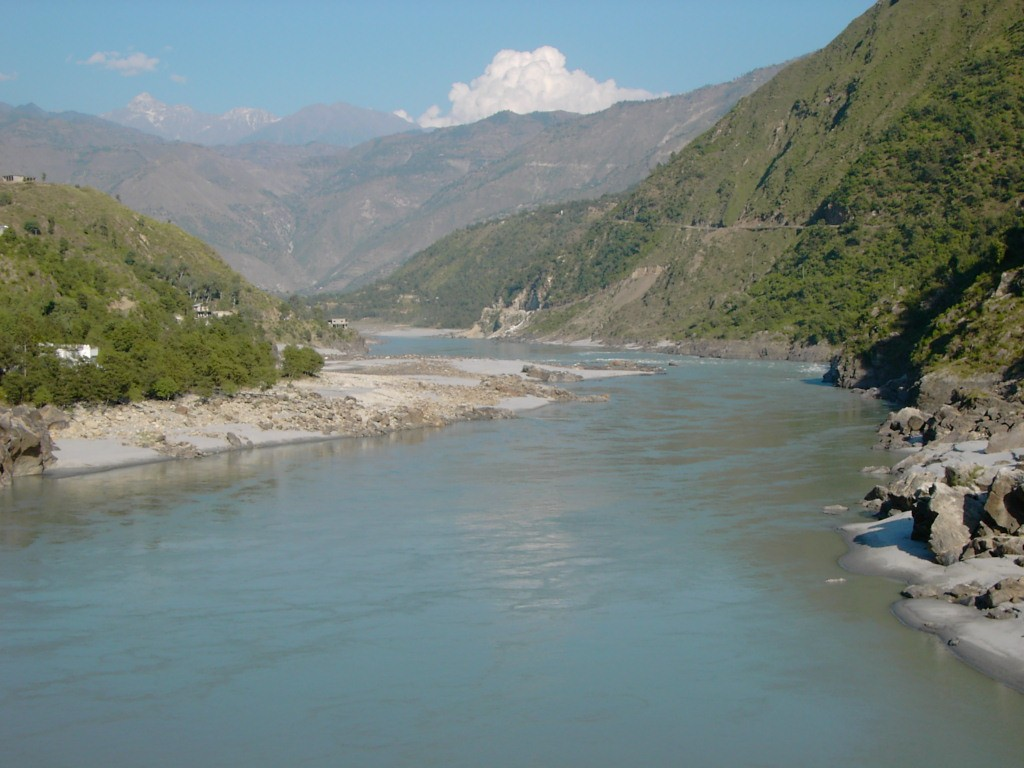
Краєвид на річку Інд з Каракорумського шосе

Декілька річок та озер мають гарний краєвид з шосе, серед яких такі водойма, як:
- Інд;
- Хунза[en];
- Гілгіт[en];
- Хунжераб;
- Озеро Каракьоль[en].

### Наскельне мистецтво і петрогліфи
Вздовж шосе налічується понад 50 000 фігур наскельного мистецтва та петрогліфів, що розташовані та зосереджені в десяти великих ділянках між Хунзи і Шатялем. Окрім слідів, що залишені місцевими мешканцями, різьблення були залишені загарбниками, торговцями та паломниками, які пройшли уздовж торгового шляху. Найдавніші петрогліфи датуються періодом 5000-1000 рр. до н. е., та зображують тварин, трикутних людей, сцени полювання. Ці малюнки були видовбані в скелях кам'яними знаряддями і покриті товстим нальотом, що видає їх вік.

### Подорожі
Є кілька транспортних компаній в Пакистані які пропонують послуги автобусних перевезень між великими містами на шосе з Равалпінду і Лахору. Найбільшою є компанія Транспортна Корпорація Північних територій (Northern Areas Transport Corporation, NATCO). Інші компанії — Машербрум Тревел, Шовковий маршрут Тревел, K-2 муверс, Анчан Тревел, і Саїд Тревел.

### Автобусне сполучення між Гілгітом і Кашгаром

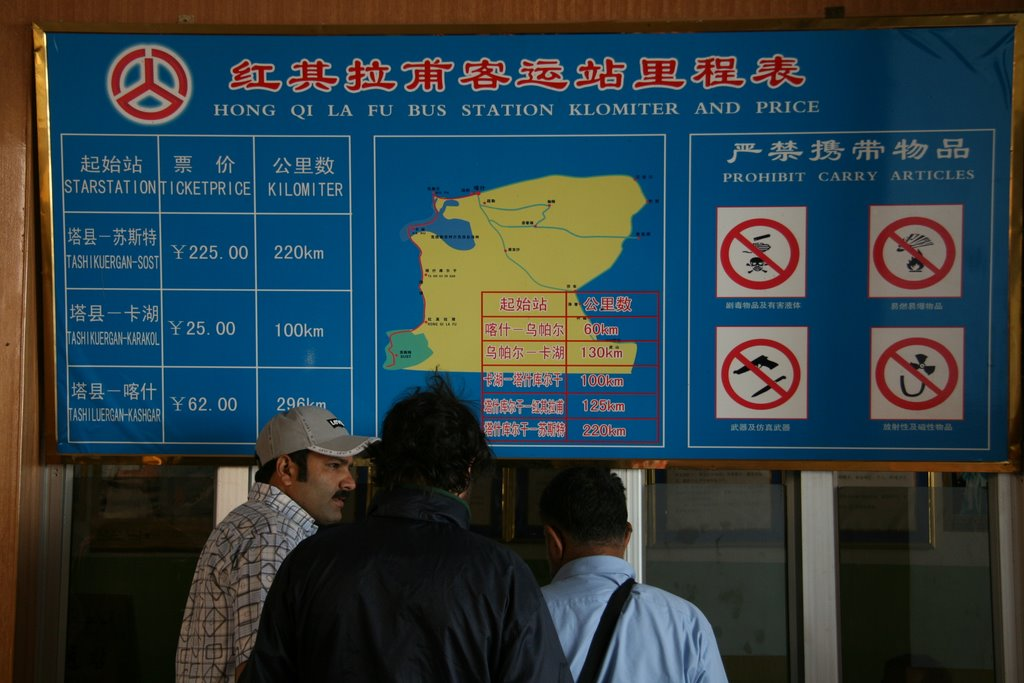
На автостанції в Ташкургані

З 1 червня 2006 року відкрилось щоденне автобусне сполучення між Гілгітом та Кашгаром через міста Сост і Ташкурган. 
Адміністрації Гілгіт-Балтистану та Синьцзяну підписали угоду про видачу перепусток через кордон для місцевих мешканців. Така перепустка дійсна протягом календарного року і використовується для поїздки лише через Хунжерабський перевал.

## Погодні умови
Подорожувати Каракорумським шосе найкраще навесні або ранньою осінню. Влітку рясні мусонні дощі в липні-серпні спричиняють зсуви, які можуть блокувати дорогу протягом декількох годин або днів. Зимою сильні снігопади можуть спричинити закриття шосе на більш тривалий період часу. Зважаючи на це перетин кордону між Китаєм і Пакистаном через Хунжерабський перевал відкритий тільки в період з 1 травня по 31 грудня.